# Good Morning America
Good Morning America er amerikansk morgen-TV på ABC. Programmet udsendes fra kl. 7 til 9 
og er et af landets største morgenshows; dog har NBC's Today siden 1995 været større.